# Edmund J. James
Edmund Janes James (* 21. Mai 1855 in Jacksonville, Illinois; † 17. Juni 1925 in Covina, Kalifornien) war ein US-amerikanischer Wirtschaftswissenschaftler. Er war 1889 Mitbegründer und von 1890 bis 1901 Gründungspräsident der American Academy of Political and Social Science (AAPSS). Von 1902 bis 1904 amtierte er als Präsident der Northwestern University und dann von 1904 bis 1920 als Präsident der University of Illinois. 1910 war er Präsident der American Economic Association.
James, dessen Vater ein methodistischer Geistlicher war, begann sein Hochschulstudium an der Northwestern University und legte das Examen an der Harvard University ab. Dann ging er nach Deutschland und wurde 1877 an der Universität Halle promoviert. Nach seiner Rückkehr in die USA leitete er erst die Evanston High School und dann die Model High School in Normal (Illinois). 1883 wurde er Professor für öffentliche Finanzen und Verwaltung an der University of Pennsylvania, 1893 wechselte er an die neue University of Chicago. Von dort aus übernahm er Anfang 1902 die Präsidentschaft der Northwestern University.